# Burdigalien
| Systeem Periode                          | Serie Tijdvak | Etage Tijdsnede | Ouderdom (Ma) |
| ---------------------------------------- | ------------- | --------------- | ------------- |
| Kwartair                                 | Pleistoceen   | Gelasien        | jonger        |
| Neogeen                                  | Plioceen      | Piacenzien      | 2,58–3,600    |
| Neogeen                                  | Plioceen      | Zanclien        | 3,600–5,333   |
| Neogeen                                  | Mioceen       | Messinien       | 5,333–7,246   |
| Neogeen                                  | Mioceen       | Tortonien       | 7,246–11,62   |
| Neogeen                                  | Mioceen       | Serravallien    | 11,62–13,82   |
| Neogeen                                  | Mioceen       | Langhien        | 13,82–15,97   |
| Neogeen                                  | Mioceen       | Burdigalien     | 15,97–20,44   |
| Neogeen                                  | Mioceen       | Aquitanien      | 20,44–23,03   |
| Paleogeen                                | Oligoceen     | Chattien        | ouder         |
| Indeling van het Neogeen volgens de ICS. |               |                 |               |

Het Burdigalien (Vlaanderen: Burdigaliaan) is in de geologische tijdschaal een tijdsnede of etage in het Mioceen. Het Burdigalien duurde van 20,44 tot 15,97 Ma. Het komt na het Aquitanien en na het Burdigalien komt het Langhien.

## Naamgeving en definitie
Het Burdigalien werd in 1892 in de literatuur ingevoerd door de Franse geoloog Charles Depéret en is genoemd naar Burdigala, de Romeinse naam voor de Franse stad Bordeaux. Er was in 2007 nog geen golden spike voor het Burdigalien vastgelegd.
De basis van het Burdigalien wordt gedefinieerd door het eerste voorkomen van de planktonische foraminifeer Globigerinoides altiaperturus en het einde van de magnetische chronozone C6An. De top wordt gedefinieerd door de basis van het Langhien.
De top (de basis van het Langhien) wordt gedefinieerd door het vroegste voorkomen van de planktonische foraminifeer Praeorbulina glomerosa en het einde van de magnetische chronozone C5Cn.1n.